# Eumorpha fuscatus
Eumorpha fuscatus är en fjärilsart som beskrevs av Rothschild och Jordan 1906. Eumorpha fuscatus ingår i släktet Eumorpha och familjen svärmare. Inga underarter finns listade i Catalogue of Life.